# Tribuno laticlavio
Durante el Alto Imperio romano, el tribunus laticlavius era un joven senador que ejercía como subjefe de una legión romana, teniendo como superior únicamente al legado de la legión (legatus legionis). El puesto fue creado durante las reformas militares de Augusto y fue suprimido por el emperador Aureliano a mediados del siglo III. 

## Características
El cargo servía básicamente para que los senadores, que aspiraban a desempeñar puestos importantes en el esquema del Estado imperial, tomasen contacto con el ejército romano, y no se esperaba de ellos mucho más. Normalmente se ejercía por un año, aunque existieron excepciones notables, como fue el caso del emperador Trajano, quien desempeñó tres tribunados laticlavios en tres legiones diferentes.
Los jóvenes senadores iniciaban su carrera o cursus honorum desempeñando alguno de los puestos del vigintivirato y a continuación eran nombrados tribunus laticlavius, aunque, como había más legiones que cargos vigintivirales, podían empezar su carrera en una legión y luego ser vigintiviros o, simplemente, ejercer solo el mando legionario.
En combate, su misión era dirigir directamente las dos primeras cohortes de la legión, las más veteranas y mejor mandadas y que raramente entraban en liza, mientras que en el campamento debía coordinarse con el praefectus castrorum para el abastecimiento de su legión.
En caso de ausencia o defunción del legado, el tribuno laticlavio lo substituía asumiendo el título de tribunus laticlavius pro legato.
El cargo de tribunus laticlavius no existía en las legiones de guarnición en Egipto, donde, al ser propiedad personal del emperador, Augusto había prohibido la entrada a los senadores. 
Septimio Severo, al crear las legiones I Parthica, II Parthica y III Parthica, decidió que tampoco existieran senadores en su cuadro de mando, por lo que también carecían de tribunus laticlavius.
Por último, el emperador Galieno decidió, al reformar el ejército romano, suprimir los mandos senatoriales, de manera que el puesto de tribunus laticlavius desapareció en todas las legiones.